# Веселівка (Овруцька міська громада)
Весе́лівка (до 1960 року — Бідуни) — село в Україні, в Овруцькій міській територіальній громаді Коростенського району Житомирської області. Кількість населення становить 111 осіб (2001). У 1941—44 роках — центр сільської управи, до 1939 року — хутір.

## Населення
Наприкінці 19 століття чисельність населення становила 190 осіб, дворів — 32.
У 1906 році чисельність населення становила 190 осіб, дворів — 36, у 1923 році — 262 особи, дворів — 55.
Відповідно до результатів перепису населення СРСР, кількість населення, станом на 12 січня 1989 року, становила 184 особи. Станом на 5 грудня 2001 року, відповідно до перепису населення України, кількість мешканців села становила 111 осіб.

## Історія
Наприкінці 19 століття — хутір Бідуни Велико-Фосенської волості Овруцького повіту Волинської губернії, за 30 верст від Овруча.
У 1906 році — хутір Велико-Фосенської волості (2-го стану) Овруцького повіту Волинської губернії. Відстань до повітового центру, м. Овруч, становила 8 верст, від волосного центру, с. Велика Фосня — 2 версти. Найближче поштово-телеграфне відділення розміщувалося в Овручі.
У 1923 році включений до складу новоствореної Потаповицької сільської ради, яка, 7 березня 1923 року, увійшла до складу новоутвореного Овруцького району Коростенської округи. Розміщувався за 10 верст від районного центру, м. Овруч, та 4 версти — від центру сільської ради, с. Потаповичі. 24 серпня 1923 року, відповідно до рішення Волинської ГАТК (протокол № 4 «Про зміни границь в межах округів, районів і сільрад»), хутір підпорядковано Великомошківській сільській раді Овруцького району. 21 жовтня 1925 року включений до складу новоствореної Невгодівської сільської ради Овруцького району. У 1939 році віднесений до категорії сіл.
У 1941—44 роках — адміністративний центр Бідунівської сільської управи. 5 серпня 1960 року, відповідно до рішення Житомирського облвиконкому № 790 «Про уточнення назв і перейменування деяких населених пунктів в районах області», село перейменоване на сучасну назву — Веселівка.
23 липня 1991 року, відповідно до постанови Кабінету Міністрів Української РСР № 106 «Про організацію виконання постанов Верховної Ради Української РСР…», село віднесене до зони гарантованого добровільного відселення (третя зона) внаслідок аварії на Чорнобильській АЕС.
13 квітня 2017 року село увійшло до складу новоствореної Овруцької міської територіальної громади Овруцького району Житомирської області. Від 19 липня 2020 року, разом з громадою, у складі новоствореного Коростенського району Житомирської області.